# Лили (Пенсилванија)
Лили (енгл. Lilly) град је у америчкој савезној држави Пенсилванија.

## Демографија
По попису из 2010. године број становника је 968, што је 20 (2,1%) становника више него 2000. године.
| Група             | 2000.       | 2010.       |
| Белци             | 943 (99,5%) | 963 (99,5%) |
| Афроамериканци    | 0 (0,0%)    | 0 (0,0%)    |
| Азијати           | 1 (0,1%)    | 0 (0,0%)    |
| Хиспаноамериканци | 0 (0,0%)    | 2 (0,2%)    |
| Укупно            | 948         | 968         |